# Фоменко, Михаил Владимирович
Михаил Владимирович Фоменко (12 марта 1934, Копани, Запорожская область — 30 мая 2014, Киев) — министр образования УССР (1979—1990), действительный член Академии педагогических наук Украины. Депутат Верховного Совета УССР 10—11-го созывов. Член Ревизионной комиссии КПУ в 1981—1986 годах. Член ЦК КПУ в 1986—1990 годах.

## Биография
В 1952—1960 годах — учитель средней школы № 1, в 1960—1962 годах — заместитель директора по учебно-воспитательной работы восьмилетней школы № 3 села Водяное Каменско-Днепровского района Запорожской области.
Член КПСС с 1960 года.
В 1961 году окончил Запорожский государственный педагогический институт, учитель русского языка и литературы.
В 1962—1965 годах — завуч средней школы № 84, директор средней школы № 55, в 1965—1967 годах — заведующий районного отдела народного образования, заведующий городского отдела народного образования города Горловка Донецкой области .
В 1967—1969 годах — заместитель заведующего областного отдела народного образования Донецкой области.
В 1969—1971 годах — заместитель заведующего отделом науки и учебных заведений Донецкого областного комитета КПУ.
В 1971—1974 годах — заведующий сектором отдела науки и учебных заведений ЦК КПУ.
В 1974—1979 годах — 1-й заместитель министра образования Украинской ССР.
3 июля 1979 — 3 августа 1990 года — министр образования Украинской ССР.
В 1990—1996 годах — заведующий отделом образования, культуры, здравоохранения и социального обеспечения Кабинета Министров Украины.
Потом — на пенсии в Киеве.
Автор более 50 научных трудов.

## Награды
- орден Трудового Красного Знамени
- орден Дружбы народов
- прочие ордена
- медали